# Farid Ahmadi
Farid Ahmadi, född 6 februari 1988, är en afghansk fotbollsspelare som spelar för Kandahar Aryan och det Afghanska landslaget.